# CK Hutchison Holdings
CK Hutchison Holdings Limited (CKH) is het resultaat van een fusie van Hutchison Whampoa Limited, vaak afgekort tot HWL, en Cheung Kong Holdings. Het is een Chinees conglomeraat met het hoofdkantoor in Hongkong. Het bedrijf bestaat uit zeer uiteenlopende activiteiten. Tot 23 juni 2015 was 49,97% van de aandelen in handen van Cheung Kong Holdings. Op die dag fuseerden HWL en Cheung Kong Holdings en de combinatie gaat verder als CKH. 

## Divisies
CKH is actief in meer dan 50 landen en telde in 2017 zo'n 300.000 medewerkers. In 2017 werd bijna de helft van de omzet gerealiseerd in Europa en een vijfde in Hongkong en de Volksrepubliek China.
Het bedrijf heeft vijf kernactiviteiten:
- Havens en aanverwante diensten via Hutchison Ports Group en Hutchison Port Holdings Trust (HPH). Per eind 2023 had het belangen in 53 havens in 24 landen. In Nederland is HPH eigenaar van Europe Container Terminals (ECT) in Rotterdam en Venlo, Amsterdam Container Terminal en Hutchison Ports Delta 2 (voormalig APM Terminals Rotterdam) in Rotterdam.
- Detailhandel - A.S. Watson & Co., Limited (Watsons), eigenaar van onder andere  de voormalige Kruidvat Holding, met de ketens Kruidvat, Trekpleister en ICI Paris XL. Dit is de grootste activiteit gemeten naar de omzet. In 2023 waren er ruim 16.000 vestigingen in 28 landen.
- Infrastructuur - dit een een 76% aandelenbelang in het beursgenoteerde bedrijf Cheung Kong Infrastructure, die onder andere actief is in de nutssector (elektriciteit en water, en grootaandeelhouder in Hongkong Electric Holdings) en afvalverwerking.
- Telecommunicatie - mobiele telecommunicatie en datadiensten, vooral actief in Italië en het Verenigd Koninkrijk. Op 7 november 2016 werden de Italiaanse activiteiten van VEON en CKH samengevoegd. Wind en 3 Italia zijn opgegaan in een joint venture waarin beide bedrijven elk 50% van de aandelen houden.
- Telecommunicatie Azië - idem maar dan in drie Aziatische landen, Indonesië, Vietnam en Sri Lanka.

Dan zijn er tot slot nog een reeks van diverse belangen waaronder in Marionnaud en Cenovus Energy. Tot 2021 had het Husky Oil in handen. Na een bod in aandelen is dit Canadese energiebedrijf in januari 2021 overgegaan naar Cenovus Energy. De combinatie werd daarmee de op twee na grootste producent van olie en aardgas in het land. Per eind 2023 had CKH nog een aandelenbelang van 16,9% in Cenovus Energy.

## Geschiedenis
In de jaren zestig kreeg Hutchison International een groot aandelenbelang in Hong Kong and Whampoa Dock. In 1977 kreeg Hutchison International alle aandelen in handen en de naam werd gewijzigd in Hutchison Whampoa Limited. Het bedrijf had diverse activiteiten waaronder havenbelangen, onroerend goed en winkels. Het kwam echter in financiële problemen en werd gered door The Hongkong and Shanghai Banking Corporation (HSBC) die een aandelenbelang van 22% nam. Op 25 september 1979 verkocht HSBC haar belang aan Cheung Kong Holdings voor HK$ 639 miljoen. De Li-familie was de grootste aandeelhouder in Cheung Kong Holdings. 
In januari 2015 deed de familie Li het voorstel om Cheung Kong Holdings (CK) en HWL te fuseren. CK was al meer dan 35 jaar grootaandeelhouder in HWL. Alle bezittingen, met uitzondering van het onroerend goed, werden ondergebracht in de combinatie die verder is gegaan onder de naam CK Hutchison Holdings. Het onroerend goed van de twee bedrijven werd ondergebracht in een nieuw bedrijf Cheung Kong Property Holdings.
De ingewikkelde transactie werd volledig uitgevoerd in aandelen. De aandeelhouders van Cheung Kong Holdings kregen één aandeel in CK Hutchison Holdings (CKH). CKH bood vervolgens 0,684 in ruil voor één aandeel HW. Voor het onroerend goed kregen alle CKH-aandeelhouders een aandeel in het nieuwe vastgoedbedrijf voor elk CKH-aandeel dat ze in handen hadden. Na de transactie had CKH een beurswaarde van ongeveer HK$ 800 miljard (ruim 100 miljard euro). De nieuwe onderneming staat officieel geregistreerd op de Kaaimaneilanden, dit was Hongkong waar het hoofdkantoor blijft. De transacties zijn in juni 2015 afgerond en de familie Li verkreeg een kwart van de aandelen in CKH. 
In maart 2025 werd bekend dat CK Hutchison een principeakkoord heeft bereikt over de verkoop van het bedrijfsonderdeel Havens aan een consortium onder leiding van het Amerikaanse BlackRock en in samenwerking met Terminal Investment Limited (TiL), de terminalexploitant van MSC Group. Deze transactie heeft een waarde van US$ 22,8 miljard. Het consortium neemt 80% van de 43 havens die CK Hutchisons beheert en 90% van Panama Ports Company, dat de terminals in Balboa en Cristobal in Panama, exploiteert. TiL telde in 2023 ongeveer 30.000 medewerkers en sloeg 65 miljoen TEU over op plusmines 70 terminals in 30 landen.

## Kritiek
HWL werd bekritiseerd door goede-doelenorganisaties zoals de Birma Campaign UK en staat op de zwarte lijst voor hun betrokkenheid bij de handel met de militaire junta in Myanmar. De goede-doelenorganisaties stellen dat de onderneming Myanmar International Terminals Thilawa (MITT) strategisch heeft gepositioneerd om de internationale handel van Myanmar te vergemakkelijken en zijn bezorgd over de rol die buitenlandse investeringen spelen in het wrede regime van het land.